# مورسازكو
مورسازكو (بالإيطالية: Morsasco)‏ هي بلدية في مقاطعة ألساندريا في إقليم بييمونتي في إيطاليا. وتقع مورسازكو على بعد حوالي 80 كيلومتر (50 ميل) جنوب شرق تورينو، وعلى بعد حوالي 30 كيلومتر (19 ميل) جنوب اليساندريا. تحد بلدية مورساسكو البلديات التالية: كريمولينو، أورسارا بورميدا، براسكو، ستريفي، تريسوبيو، وفيسون.

## السكان
في سنة 1861 بلغ عدد السكان 1٬250 نسمة، وتطور العدد ليصل في سنة 2011 لـ 712 نسمة.
يظهر هذا المخطط البياني تطور النمو السكاني لـ مورسازكو

## وصلا خارجية
- الموقع الرسمي للبلدية